# Coccobius borovkovi
Coccobius borovkovi is een vliesvleugelig insect uit de familie Aphelinidae. De wetenschappelijke naam is voor het eerst geldig gepubliceerd in 1973 door Yasnosh.